# 7 Day Weekend
7 Day Weekend — п'ятий студійний альбом, пост-панк-гурту, The Comsat Angels, вийшов в 1985 році на лейблі Jive Records, в альбомі присутні, такі жанри, нова хвиля, синт-поп, поєднані з основним жанром, пост-панком.

## Список композицій
- Believe It —4:09
- Forever Young —3:59
- You Move Me —4:22
- I'm Falling —3:59
- Close Your Eyes —4:28
- Day One —4:01
- Youre the Heroine —4:08
- Hight Tide —4:43
- New Heart & Hand —4:22
- Still It's Not Enough —4:51